# Ложные гологлазы
Ложные гологлазы, или асимблефары (лат. Asymblepharus), — ранее выделявшийся род ящериц из семейства сцинковых. В настоящее время признан младшим синонимом рода гологлазов (Ablepharus).
Традиционно аблефаридных сцинков из Средиземноморья и Центральной Азии относили к двум родам: виды с полностью сросшимися веками — к роду Ablepharus, а виды со свободными — к роду Scincella. В 1980 году советские герпетологи В. К. Ерёмченко и Н. Н. Щербак выделили алайского гологлаза (Ablepharus alaicus), отличающегося частично сросшимися веками, в отдельный род Asymblepharus. К этому же роду в 1986 году они отнесли вымерший вид Ablepharus borealis, а в 1987 году Ерёмченко предложил отнести к нему ещё пять видов сцинков из рода Scincella, выделив их в отдельный подрод Himalblepharus. В 2022 году Мирза с соавторами провели филогенетическое исследование гималайских сцинков, в котором показали, что клада, включающая типовой вид рода Asymblepharus, является сестринской по отношению к роду Ablepharus s. str., но не включает остальные виды, относимые к роду Asymblepharus. В связи с этим авторы свели этот род в синонимы рода Ablepharus..
Ранее к этому роду относили следующие виды сцинков:
- Ablepharus alaicus Elpatjevsky, 1901
- Ablepharus bivittatus (Ménétries, 1832)
- Ablepharus eremchenkoi (Panfilov, 1999)
- Ablepharus himalayanus (Günther, 1864)
- Ablepharus ladacensis (Günther, 1864)
- Ablepharus mahabharatus (Eremchenko, Shah & Panfilov, 1998)
- Ablepharus nepalensis Eremchenko & Helfenberger, 1998)
- Ablepharus sikimmensis (Blyth, 1854)
- Ablepharus tragbulensis (Alcock, 1898)
- Protoblepharus medogensis (Jiang, Wu, Wang, Ding & Che, 2020)
- Protoblepharus nyingchiensis (Jiang, Wu, Wang, Ding & Che, 2020)
- Scincella capitanea Ouboter, 1986